# Guarda Voluntária Sérvia

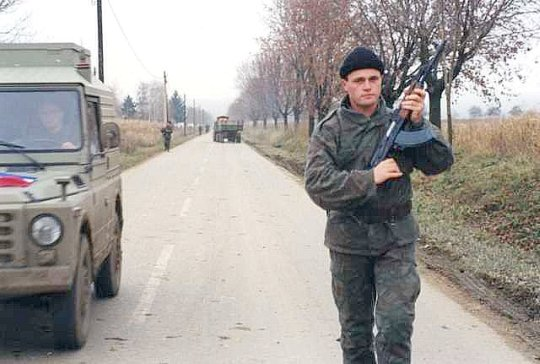
Um paramilitar sérvio, em 1991.

A Guarda Voluntária Sérvia (SDG) (em sérvio:  Српска добровољачка гарда, Srpska dobrovoljačka garda) também conhecida como Tigres de Arkan (em sérvio:  Арканови Тигрови,Arkanovi Tigrovi) foi uma unidade paramilitar voluntária sérvia, fundada e dirigida por Željko Ražnatović, que combateu na Croácia (1991-1992), Bósnia e Herzegovina (1992-1995) e na Guerra do Kosovo (1998-1999).

## Membros Proeminentes
- Borislav Pelević - Candidato à presidência sérvia
- Milorad Ulemek - Comandante de Unidade de Operações Especiais
- Zvezdan Jovanović